# Wapen van Cornwerd

Wapen van Cornwerd

Het wapen van Cornwerd is het dorpswapen van het Nederlandse dorp Cornwerd, in de Friese gemeente Súdwest-Fryslân. Het wapen werd in 1969 geregistreerd.

## Beschrijving
De blazoenering van het wapen in het Fries luidt als volgt:
Skeanoer fan rjochtsboppe yn trijen fan goud, swart en read, mei oer alles hinne in sulveren swan mei gouden bek en poaten.
De Nederlandse vertaling luidt als volgt: 
Schuin overdwars van rechtsboven in drieën van goud, zwart en rood, met over alles heen een zilveren zwaan met gouden bek en poten.
De heraldische kleuren zijn: goud (goud), sabel (zwart), keel (rood) en zilver (zilver).

## Symboliek
- Zwaan: staat voor de zwanenpopulatie op het IJsselmeer bij het dorp.[2]

## Zie ook

Vlag van Cornwerd